# Washington County (Kansas)
 Der er flere lokaliteter med dette navn, se Washington County.
Washington County er et county beliggende i den nordligste del af den amerikanske delstat Kansas. Hovedbyen er Washington, og på den nordlige side grænser det op til Nebraska. I 2010 havde countiet 5.799 indbyggere. Det er opkaldt efter USA's 1. præsident George Washington.

## Geografi
Ifølge United States Census Bureau er Washingtons totale areal på 2.328 km², hvoraf de 10 km² er vand. 

### Grænsende counties
- Jefferson County, Nebraska (nord)
- Gage County, Nebraska (nordøst)
- Marshall County (øst)
- Riley County (sydøst)
- Clay County (syd)
- Cloud County (sydvest)
- Republic County (vest)
- Thayer County, Nebraska (nordvest)